# Auriscalpiaceae
Albatrellaceae is een botanische naam, voor een familie van schimmels. Het typegeslacht is Auriscalpium.

## Geslachten
De familie bestaat uit de volgende zeven geslachten:
- Amylonotus
- Artomyces
- Auriscalpium
- Dentipratulum
- Gloiodon
- Lentinellus
- Stalpersia